# Museo Juan Galo Lavalle
El museo Histórico Provincial «Juan Galo Lavalle» tiene sede en la antigua casona de mediados del siglo XVIII, declarada Monumento Histórico Nacional, donde fue muerto Lavalle, uno de los líderes políticos-militares de la independencia sudamericana.

## Historia
El Museo Histórico Juan Galo Lavalle se inauguró en el año 1943, recibió el nombre porque en el lugar fue muerto el general Juan Galo Lavalle a los 44 años de edad, el 9 de octubre de 1841, cuando los federales dieron con dicha construcción, y dispararon a la puerta: una de las balas atravesó la cerradura e hirió de muerte a Lavalle, quien falleció más tarde ese mismo día.

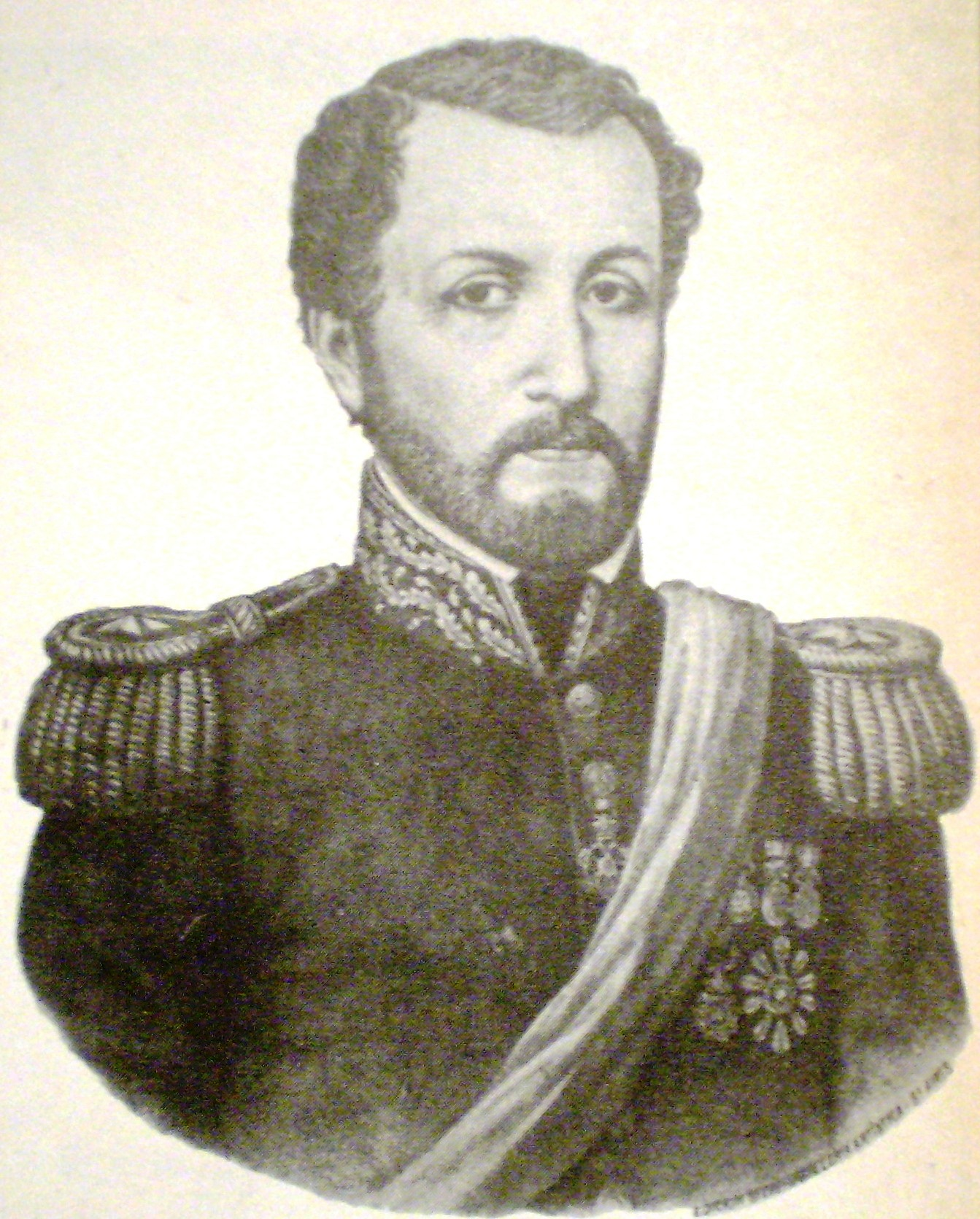
Juan Galo de Lavalle.

Ocupó inicialmente una antigua casona colonial ubicada en la intersección de las calles San Martín y Sarmiento de esta ciudad. En 1962 fue trasladado a su actual sede en la calle Lavalle 252, San Salvador de Jujuy, Provincia de Jujuy, Argentina, cuyos orígenes se remontan a la segunda mitad del siglo XVIII. Este museo fue declarado Monumento Histórico Nacional en 1941, al cumplirse el primer centenario de la muerte del General Juan Galo Lavalle. Es así que esta construcción típica de la época se levanta a modo de homenaje al referente militar y a las luchas que encabezó, reflejando diversos procesos y cambios históricos significativos de la región. Desde la época de la colonia hasta los comienzos del siglo pasado, pasando por cada uno de los gobernadores de Jujuy, todas las habitaciones del museo cuentan una porción de historia, en el recorrido se puede apreciar la influencia española en los primeros tiempos, el período de la Independencia y del Éxodo Jujeño.

## Edificio
Se trata de una antigua y conocida mansión del casco céntrico de la ciudad de San Salvador de Jujuy, la misma está conformada por 9 habitaciones y 2 patios internos que no tienen un orden cronológico y contienen esculturas, pinturas, mobiliario, documentos, estandartes, armas de fuego, espadas, y vestimenta civil y militar de la época. El establecimiento también cuenta con una sala de exposición temporaria y una sala para videos y conferencias.

### Sala Colonial
En esta sección pueden apreciar una serie de textos que refleja claramente el gran protagonismo del territorio, así como variados testimonios del dominio español en la región. Se alojan objetos varios que ilustran aspectos religiosos, comunidades aborígenes e instituciones. Muestra vestimenta de obispos, pinturas, campanas de iglesias de la Puna y la Quebrada. Esta sala presenta una notable heterogeneidad de los objetos exhibidos: documentos, estatuillas religiosas, óleos de la escuela cuzqueña y un piano de la capilla de Huacalera.

### Sala Independencia
A fin de liberarse de su situación colonial, los países americanos sostuvieron un prolongado y devastador conflicto con España. La lucha presentó diferentes características según la zona, la intervención de distintos grupos étnicos y el protagonismo de las elites urbanas, que con frecuencia se enfrentaron. En esta sala, así como en la de la Independencia, se encuentran los quepis (gorros); probablemente son los objetos más emblemáticos del lugar, ya que los solían usar los oficiales del escuadrón N.º 12 de Guardias Nacionales. En este mismo sector se guardan los trofeos obtenidos en la batalla de Suipacha y cartas del general Manuel Belgrano, banderas y otros elementos de la lucha por la emancipación de la corona española.
Durante más de 15 años, el territorio jujeño fue escenario permanente de guerra; hubo once invasiones realistas y la población debió abandonar su tierra en tres oportunidades. Fue punto de todo tipo de abusos tanto en la ciudad como en la campaña. De allí resalta el papel trascendental de Jujuy como escenario bélico durante el largo y dramático período de las Guerras por la Independencia, en cuyo transcurso los ejércitos realistas y patriotas se enfrentaron en innumerables combates. Armamentos, bandos, cartas, estandartes y uniformes evocan este período de lucha por la libertad americana.

### Sala del Éxodo Jujeño
En esta sala se evoca el éxodo ordenado por el general Manuel Belgrano en 1812. Fue la primera y más conocida de una serie de evacuaciones civiles que respondían a las frecuentes invasiones realistas desde el Alto Perú. Constituye una muestra de los duros y heroicos renunciamientos protagonizados por el pueblo jujeño durante las Guerras de Independencia. El sacrificio no fue en vano, ya que poco tiempo después Belgrano obtenía los triunfos de Tucumán (1812) y Salta (1813).

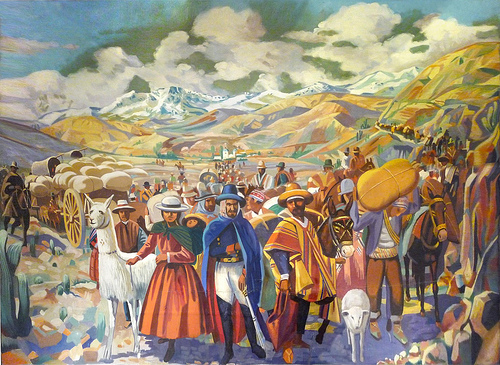
El Éxodo Jujeño.

### Salas de los gobernadores
En este espacio se rescata la organización institucional a partir de la autonomía de la provincia, el desarrollo de la comunidad a través de la educación y la integración de la provincia a partir del desarrollo económico. Asimismo, aborda la modernización de sus comunicaciones con la llegada del ferrocarril, la construcción de edificios públicos y el crecimiento urbano. Se pueden apreciar un total de 40 retratos de los gobernadores desde 1834 hasta 1943. También se exhiben allí numerosos objetos personales de algunos de los exmandatarios, como por ejemplo máquinas de escribir, cartas y plumas.

### Sala de arte religioso y colonial
En Jujuy las órdenes más importantes y numerosas fueron los jesuitas, mercedarios y especialmente los franciscanos. Estos religiosos solían servir en destinos que con frecuencia evitaban otros clérigos: capellanías de frontera o misiones indígenas. A lo largo de los siglos XVII y XVIII se construyó una cadena de fuertes-misiones a cargo de los clérigos ordenados, que iba bordeando el espacio chaqueño desde Santiago del Estero hasta el Alto Perú. A pesar de los sacrificios, los resultados, tanto defensivos como de adoctrinamiento, fueron escasos.
En esta sala se representa, a través de un altar doméstico, la religión y el sincretismo en las creencias locales. Refleja, además, la influencia en la vida colonial de órdenes religiosas y cofradías, así como diversos objetos pictóricos y escultóricos que dan muestra del denominado arte mestizo andino.

### Sala de vestidossigloXIX
La vestimenta ha sido en todos los tiempos símbolo de estatus y diferenciación social. La posesión de determinadas prendas, junto a objetos, viviendas, etc., ha sido la “marca” exterior de prestigio en la sociedad. Los grupos sociales acomodados pueden dejar vestimentas en buen estado, en especial aquellas que se usan una vez en la vida, como el bautismo, comunión, casamiento u otro evento social de importancia. En la segunda mitad del siglo XIX la moda se hizo negocio y se estandarizó. Se la promovía con publicidad, revistas y catálogos para la venta a distancia. Por el contrario, los más humildes estaban ajenos a estas influencias y usaban sus vestiduras hasta gastarlas totalmente. En una provincia con gran diversidad etnográfica como Jujuy, convivían las rústicas prendas de los campesinos andinos, las “pilchas” criollas, las elementales vestimentas de los indígenas que trabajaban en los ingenios, junto con los atuendos que reflejaban las tendencias burguesas de los sectores urbanos, que intentaban no quedarse atrás respecto de lo que se usaba en las grandes ciudades. Allí varios maniquíes muestran la moda netamente europea perteneciente al siglo XIX. La mayor parte de los vestidos fue donada por la familia Saravía, de la localidad de Santa Catalina, ubicada al noroeste de Jujuy.
En esta sala se rescatan, mediante fotografías, vestidos, objetos y muebles de los siglos XIX y XX, las costumbres sociales y detalles de la vida cotidiana como las tertulias, el matrimonio, el bautismo y la viudez.

### Sala Dr. Macedonio Graz
La Sala Dr. Macedonio Graz rinde homenaje a quien fuera un funcionario importante de Jujuy, que introdujo la primera imprenta y fue fundador, en 1856, del diario El Orden. El lugar contiene el mobiliario familiar.

### Sala de las guerras civiles
Aquí se encuentran diversos testimonios de la lucha entre unitarios y federales, extenso período que estuvo caracterizado por la ausencia de un gobierno nacional y el desarrollo de las autonomías provinciales. La figura central en esta sala es el general Juan Galo Lavalle, que lideró la oposición al gobierno de Rosas y que murió circunstancialmente en esta casa el 9 de octubre de 1841.
- Datos: Q21573460